# هفتمین دوره جشنواره بین‌المللی فیلم زردآلوی طلایی ایروان
هفتمین دوره جشنواره بین‌المللی فیلم زردآلوی طلایی ایروان (انگلیسی: 7th Yerevan Golden Apricot International Film Festival) از ۱۱ تا ۱۸ ژوئیه ۲۰۱۰ در ایروان، ارمنستان برگزار شد.

## برندگان
| رده                                 | جایزه                                              | فیلم                                 | کارگردان                       | کشور                                  |
| ----------------------------------- | -------------------------------------------------- | ------------------------------------ | ------------------------------ | ------------------------------------- |
| رقابت فیلم بین‌الملل                 | زردآلوی طلایی برای بهترین فیلم سینمایی             | کیهان (فیلم ۲۰۱۰)                    | رها اردم                       | ترکیه, بلغارستان                      |
| رقابت فیلم بین‌الملل                 | جایزه ویژه زردآلوی نقره‌ای برای بهترین فیلم سینمایی | My Joy                               | سرگئی لوزنیتسا                 | اوکراین, آلمان, هلند                  |
| رقابت مستند بین‌الملل                | زردآلوی طلایی برای بهترین فیلم مستند               | Together                             | Pavel Kostomarov               | روسیه                                 |
| رقابت مستند بین‌الملل                | جایزه ویژه زردآلوی نقره‌ای برای بهترین فیلم مستند   | The Woman With Five Elephants        | Vadim Jendreyko                | آلمان, سوئیس                          |
| رقابت پانورامای سینمای ارمنستان     | Golden Apricot for Best Armenian Film              | The Last Tightrope Dancer in Armenia | Arman Yeritsyan, Inna Sahakyan | ارمنستان                              |
| رقابت پانورامای سینمای ارمنستان     | Silver Apricot Special Prize for Armenian Film     | Down Here                            | Comes Chahbazian               | بلژیک, فرانسه                         |
| رقابت پانورامای سینمای ارمنستان     | Jury Special Mention                               | Uncle Valya                          | Nikolay Davtyan                | ارمنستان                              |
| Parajanov's Thaler - Tribute to     | Parajanov's Thaler - Tribute to                    | Parajanov's Thaler - Tribute to      | آنری ورنوی                     | ارمنستان, فرانسه                      |
| جایزه دستاورد یک عمر تالر پاراجانف" | جایزه دستاورد یک عمر تالر پاراجانف"                | جایزه دستاورد یک عمر تالر پاراجانف"  | تئو آنگلوپولوس                 | یونان                                 |
| جایزه دستاورد یک عمر تالر پاراجانف" | جایزه دستاورد یک عمر تالر پاراجانف"                | جایزه دستاورد یک عمر تالر پاراجانف"  | کلودیا کاردیناله               | ایتالیا                               |
| Special Prize "Master"              | Special Prize "Master"                             | Special Prize "Master"               | کلر دنی                        | فرانسه                                |
| Special Prize "Master"              | Special Prize "Master"                             | Special Prize "Master"               | فریدریک ثور فریدریکسون         | ایسلند                                |
| Special Prize "Master"              | Special Prize "Master"                             | Special Prize "Master"               | لی چانگ-دونگ                   | کره جنوبی                             |
| Special Prize "Master"              | Special Prize "Master"                             | Special Prize "Master"               | استانیسلاو گوواروخین           | روسیه                                 |
| فدراسیون بین‌المللی منتقدان فیلم     | فدراسیون بین‌المللی منتقدان فیلم                    | On the Path                          | یاسمیلا ژبانیچ                 | بوسنی و هرزگوین, اتریش, کرواسی, آلمان |
| Ecumenical Jury Award               | Ecumenical Jury Award                              | Don’t Look in the Mirror             | سورن بابایان                   | ارمنستان                              |
| Jury Diploma                        | Jury Diploma                                       | How I Ended This Summer              | الکسی پوپگربسکی                | روسیه                                 |
| British Council Award               | British Council Award                              | Lernavan                             | Marat Sargsyan                 | لیتوانی                               |
| Hrant Matevosyan Award              |                                                    | Lernavan                             | Marat Sargsyan                 | لیتوانی                               |